# Dendrophylax
Dendrophylax Rchb.f., 1864 è un genere di piante della famiglia delle Orchidacee con areale neotropicale.

## Tassonomia
Comprende le seguenti specie:
- Dendrophylax alcoa Dod, 1983
- Dendrophylax barrettiae Fawc. & Rendle, 1909
- Dendrophylax constanzensis (Garay) Nir, 2000
- Dendrophylax fawcettii Rolfe, 1888
- Dendrophylax filiformis (Sw.) Benth. ex Fawc., 1898
- Dendrophylax funalis (Sw.) Benth. ex Rolfe, 1888
- Dendrophylax gracilis (Cogn.) Garay, 1969
- Dendrophylax helorrhiza Dod, 1983
- Dendrophylax lindenii (Lindl.) Benth. ex Rolfe, 1888
- Dendrophylax macrocarpus (Dod) Carlsward & Whitten, 2003
- Dendrophylax megarhizus Molgo & Carnevali
- Dendrophylax porrectus (Rchb.f.) Carlsward & Whitten, 2003
- Dendrophylax sallei (Rchb.f.) Benth. ex Rolfe, 1888
- Dendrophylax serpentilingua (Dod) Nir, 2000
- Dendrophylax varius (J.F.Gmel.) Urb., 1918